# ساور، بنگلادش
ساور (به لاتین: Savar) یک منطقهٔ مسکونی در بنگلادش است که در ساور اوپازیلا واقع شده‌است. ساور ۱۴٫۰۸ کیلومتر مربع مساحت و ۲۹۶٬۸۵۱ نفر جمعیت دارد.